# Isabelle Kadzban
Isabelle Kadzban Mahoney (Grand Rapids, Míchigan, 20 de diciembre de 2001)  es una futbolista estadounidense-chilena. Juega de delantera y su equipo actual es Colo-Colo de la Primera División de fútbol femenino de Chile. 

## Trayectoria
Nacida en Estados Unidos, de padre norteamericano y de madre pascuense. Empezó su trayectoria en el fútbol en Florida Gators, equipo que representa a la Universidad de Florida. 
Fue fichada por la Universidad Católica en 2021. Tras su paso por las cruzadas, volvió a Florida Gators hasta fines de 2021, cuando cambió de equipo en el fútbol universitario, pasando a American Eagles. 
Para la temporada 2025 se suma a Colo-Colo. 

## Selección nacional
Representó a la selección chilena en el Campeonato Sudamericano Femenino Sub-17 de 2018.  Posteriormente, fue parte de la nómina para el Campeonato Sudamericano Femenino Sub-20 de 2020. 
A nivel adulto, disputó dos partidos contra la selección uruguaya en 2019, convirtiendo un gol en el segundo partido. A raíz de esto, se convirtió en la primera jugadora de origen rapanui en anotar un tanto representando a la selección chilena, ya sea masculina o femenina, en cualquier categoría. 

## Clubes
| Club                 | País           | Año           |
| -------------------- | -------------- | ------------- |
| Florida Gators       | Estados Unidos | 2020-2021     |
| Universidad Católica | Chile          | 2021          |
| Florida Gators       | Estados Unidos | 2021          |
| American Eagles      | Estados Unidos | 2022-2024     |
| Colo-Colo            | Chile          | 2025-presente |